# Wadhwan (Staat)

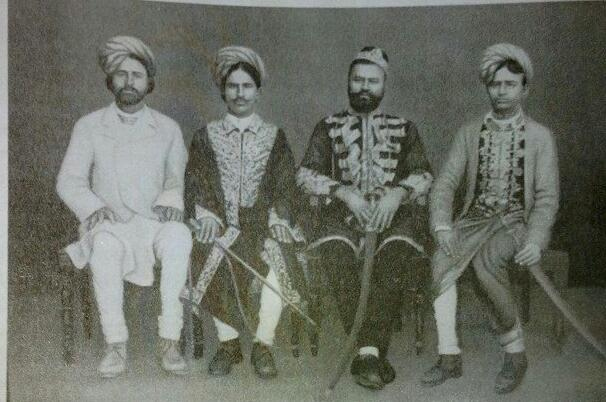
Karadiya-Rajputen von Wadhwan

Wadhwan war ein Fürstenstaat Britisch-Indiens im Nordosten der Halbinsel Kathiawar im heutigen Bundesstaat Gujarat. Seine Hauptstadt war der Ort Wadhwan.
Das Fürstentum wurde 1630 von einem Jhala-Rajputen der in Dhrangadhra regierenden Familie gegründet. Von Anfang des 19. Jahrhunderts bis 1947 war Wadhwan britisches Protektorat. 1935 hatte es eine Fläche von 627 km² und 43.000 Einwohner. Am 15. August 1947 wurde es Mitglied des Staatenbundes Saurashtra und am 15. Februar 1948 vollzog es den Anschluss an Indien. Am 1. November 1956 wurden alle Fürstenstaaten aufgelöst und dem Bundesstaat Bombay einverleibt. Durch die Teilung von Bombay am 1. Mai 1960 kam Wadhwan zu Gujarat.
Unter dem Thakur Balsimhji (1885–1910) hatte Wadhwan zeitweilig eine eigene Staatspost mit eigenen Briefmarken.